# G20 del 2014
Il G20 del 2014 è stato il nono meeting del Gruppo dei Venti (G20). Si è tenuto il 15 e 16 novembre 2014 al Brisbane Convention & Exhibition Centre di Brisbane, in Australia. È stato il primo vertice del G20 ospitato dall'Australia. La riunione è stata guidata dal Primo ministro australiano Tony Abbott.

## La sede

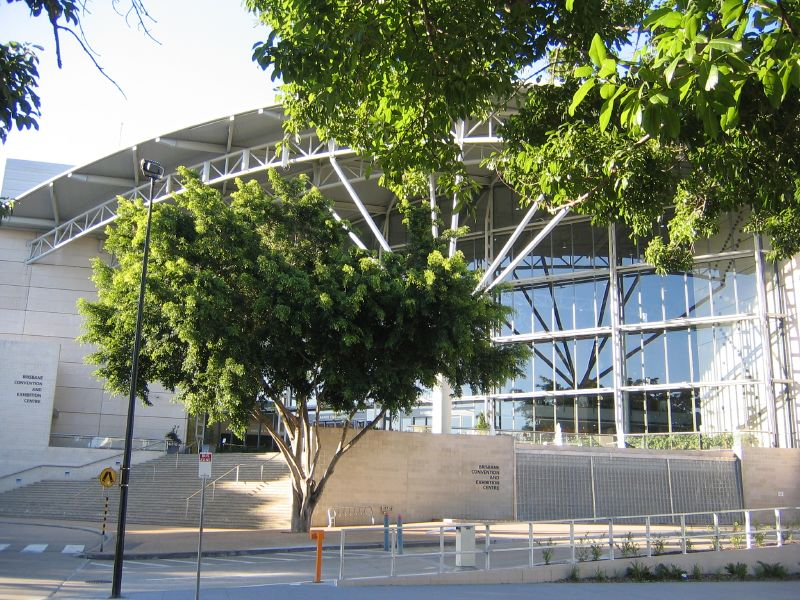
Il Brisbane Convention & Exhibition Centre, sede dell'evento

Nel vertice di Cannes del 2011, all'allora Primo ministro Julia Gillard fu chiesto di ospitare il vertice del 2014. Brisbane fu preferita a Sydney poiché la città era meglio equipaggiata per un significativo aumento dei voli aerei in arrivo e perché il Sydney Convention and Exhibition Centre sarebbe stato indisponibile a causa di lavori di ristrutturazione 
L'evento comportò una complessa operazione di sicurezza e fu definito il più grande dispiegamento di forze di polizia in tempo di pace nella storia dell'Australia. Gli organizzatori avevano bisogno di assicurare le appropriate misure di sicurezza per proteggere i visitatori, minimazzendo i disagi per i residenti e per le imprese. Circa 6.000 poliziotti dal Queensland, dal resto dell'Australia e dalla Nuova Zelanda prestarono servizio nell'evento e più di 600 volontari fornirono assistenza.
Il costo dell'evento fu stimato in circa 400 milioni di dollari australiani

## Controversie riguardo alla partecipazione della Russia
L'opinione pubblica era divisa in Australia e nel resto del mondo sull'opportunità che il presidente russo Vladimir Putin fosse invitato a partecipare al vertice, dopo la reazione della Russia all'abbattimento del Volo Malaysia Airlines 17 e alle proteste filorusse in Ucraina avvenute durante l'anno. La ministra degli esteri Julie Bishop prese contatti con altri Paesi del G20 sull'opportunità di escludere Putin dal meeting e dichiarò che non vi era il necessario consenso. A settembre fu confermato che Putin avrebbe partecipato e Abbott dichiarò che "Il G20 è un consesso internazionale che opera per consenso, non è un diritto dell'Australia dire sì o no alla partecipazione di singoli Paesi"
Dopo l'arrivo dei leader, poco prima dell'inizio ufficiale del summit, il Primo ministro canadese Stephen Harper disse a Putin "Penso che ti stringerò la mano ma ho solo una cosa da dirti: Vai fuori dall'Ucraina". Questo controverso episodio accadde quando Putin si avvicinò ad Harper e gli porse la mano. Dopo la fine dell'evento, un portavoce della delegazione russa disse che la risposta di Putin fu: "Questo è impossibile perché noi non siamo lì."

## Agenda

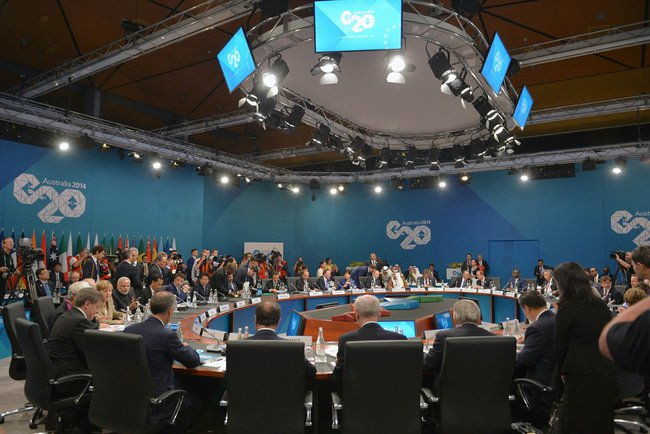
Una sessione di lavoro del G20

I leader europei espressero il loro desiderio di concentrarsi sulla ripresa dell'economia globale dopo la crisi finanziaria. I Presidenti della Commissione Europea Barroso e del Consiglio Europeo Van Rompuy evidenziarono l'importanza delle strategie di crescita coordinate e degli accordi sulle riforme finanziarie chiave e delle azioni sulle tasse e sul contrasto alla corruzione.
Secondo Waheguru Pal Singh Sidhu il principale obiettivo del summit era "fornire priorità strategiche per la crescita e sostenere le economie emergenti, gli investimenti e le infrastrutture, l'occupazione e la mobilità del lavoro". Il professore di finanza internazionale all'University of New South Wales Ross Buckley suggerì che il summit avrebbe dovuto enfatizzare l'implementazione delle strategie esistenti piuttosto che cercare accordi su nuove riforme.
Il tema dei cambiamenti climatici non fu incluso nell'agenda del summit come nei precedenti vertici poiché il Primo ministro Tony Abbott dichiarò che nn voleva distogliere l'attenzione dal tema principale, la crescita economica. Alcune fonti riportarono che i rappresentanti dell'Unione europea e degli Stati Uniti d'America furono scontenti della decisione

## Risultati
Dopo il summit, i leader del G20 rilasciarono un comunicato congiunto riassumendo i punti di accordo raggiunti. Il comunicato si concentrava sulle misure economiche, evidenziando i piani per incrementare la crescita economica mondiale, creare nuovi posti di lavoro, incrementare il commercio e ridurre la povertà. Il comunicato stabiliva l'obiettivo di incrementare la crescita economica di un ulteriore 2% attraverso le misure decise al summit e di aumentare gli investimenti per le infrastrutture attraverso la creazione di un piano quadriennale che coinvolgeva i governi, il settore privato, le banche di sviluppo e le organizzazioni internazionali interessate.
Il comunicato si concentrava anche sulla stabilità del sistema globale, menzionando misure per ridurre i rischi, migliorare la stabilità delle banche, rendere gli accordi fiscali internazionali più giuste, ridurre la corruzione e rafforzare le istituzioni globali.
Anche se il comunicato finale si concentrava prevalentemente sull'economia, anche altri temi furono discussi, come le politiche energetiche e l'epidemia di febbre emorragica di Ebola in Africa Occidentale.

## Partecipanti

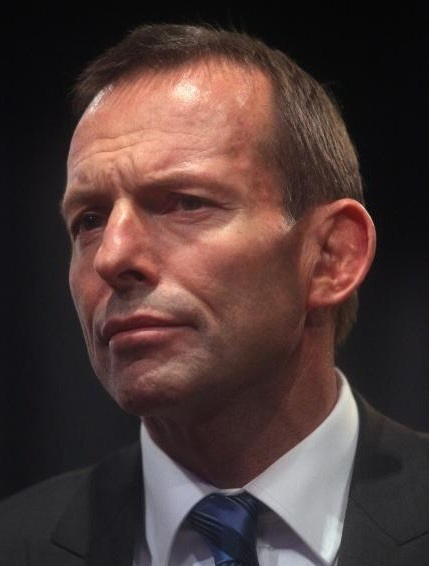
AUS Tony Abbott, Primo ministro
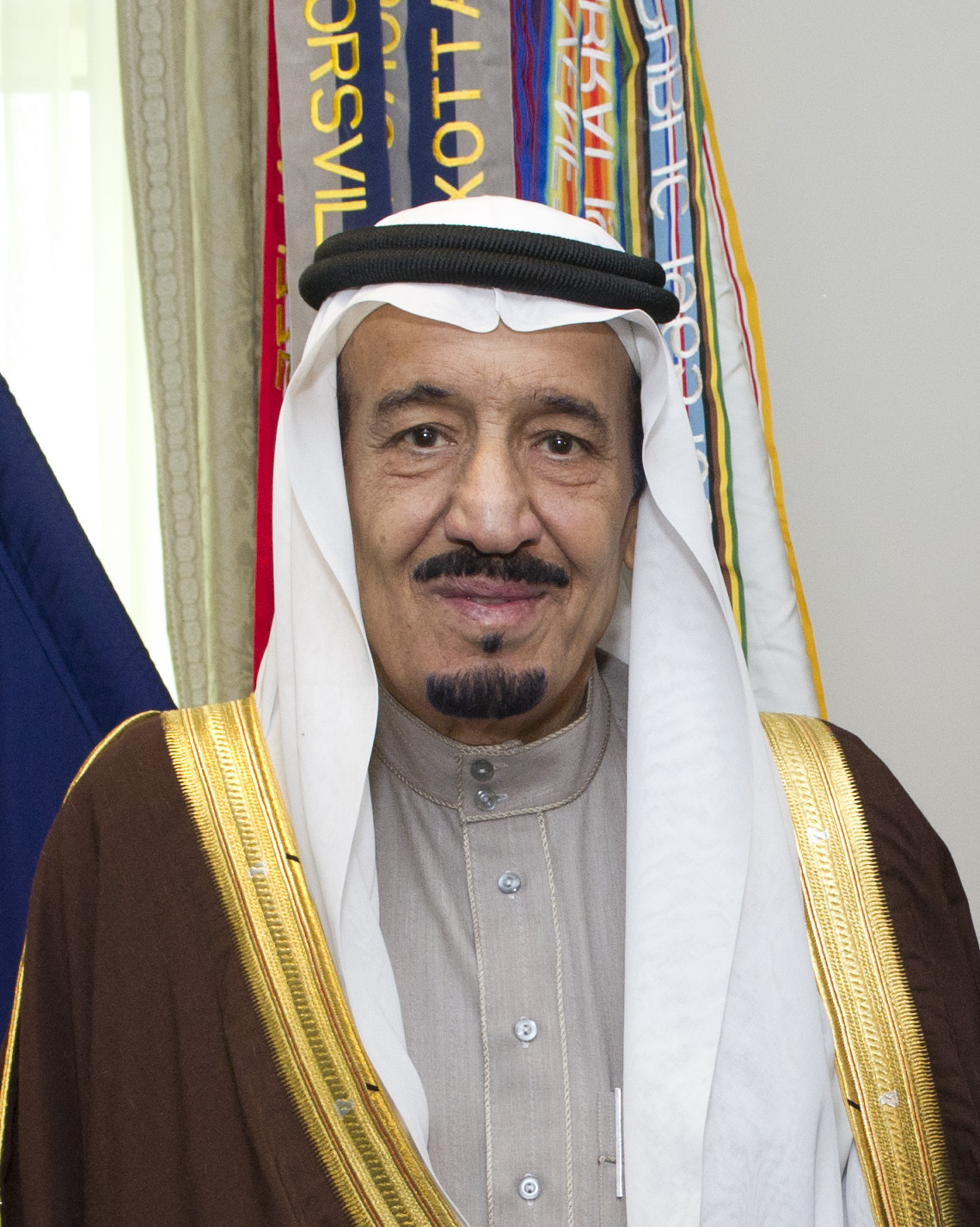
SAU Salman, Principe della Corona
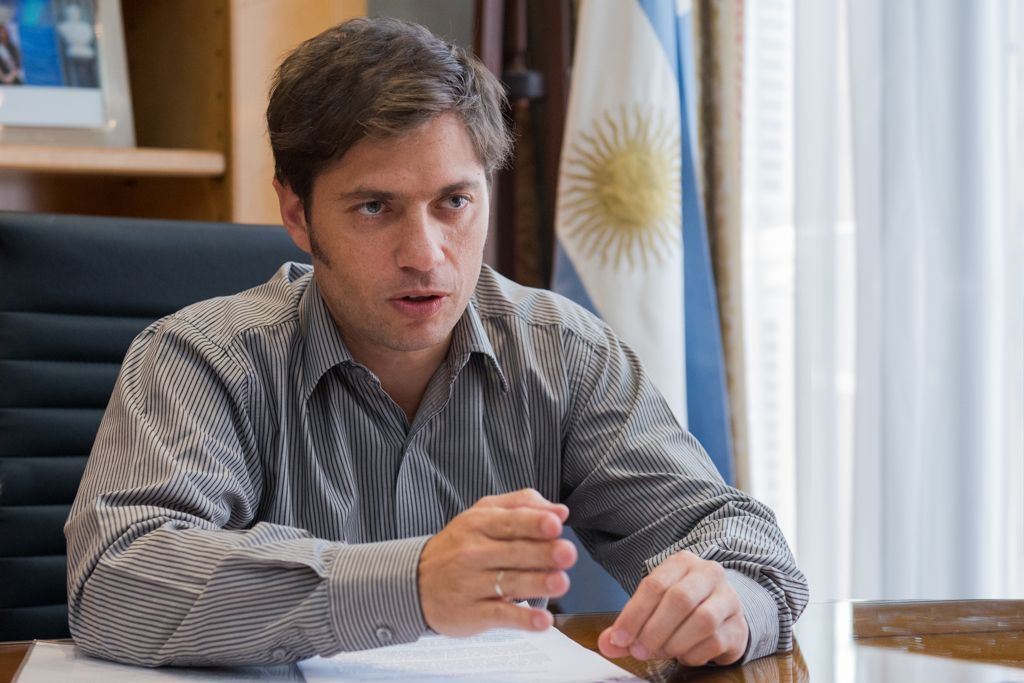
ARG Axel Kicillof, Ministro dell'economia
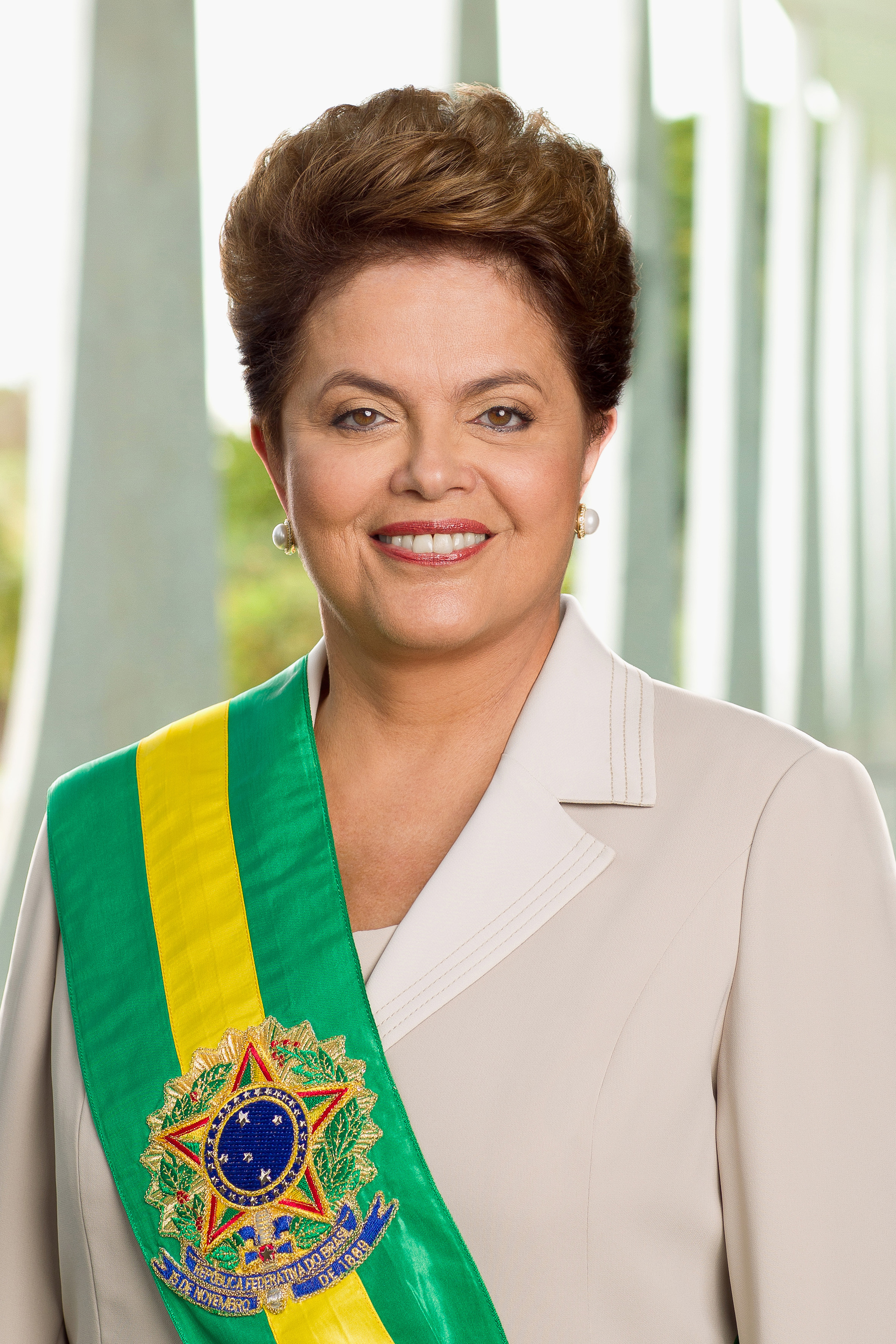
BRA Dilma Rousseff, Presidente
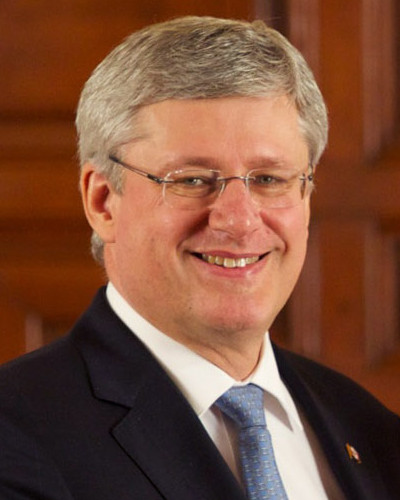
CAN Stephen Harper, Primo ministro
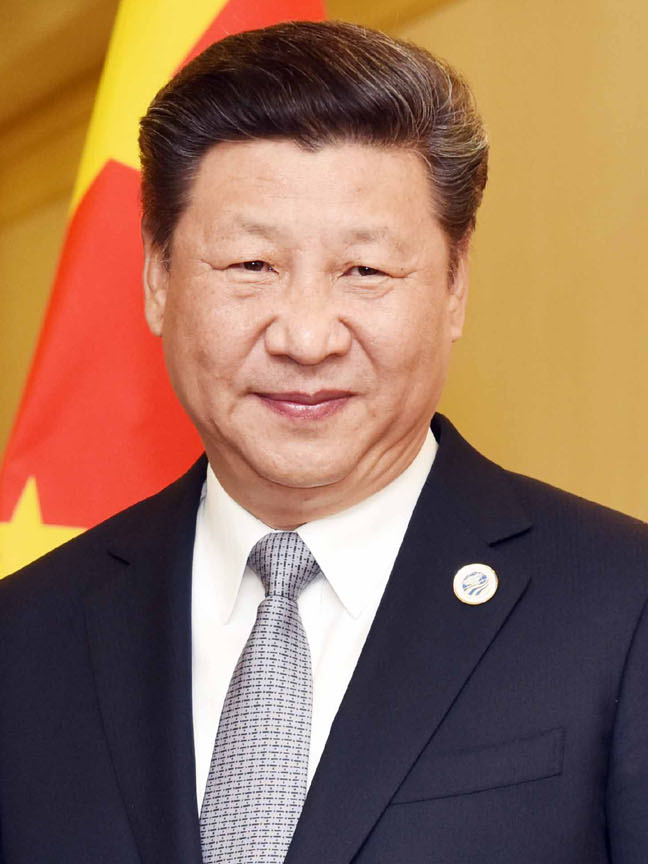
CHN Xi Jinping, Presidente
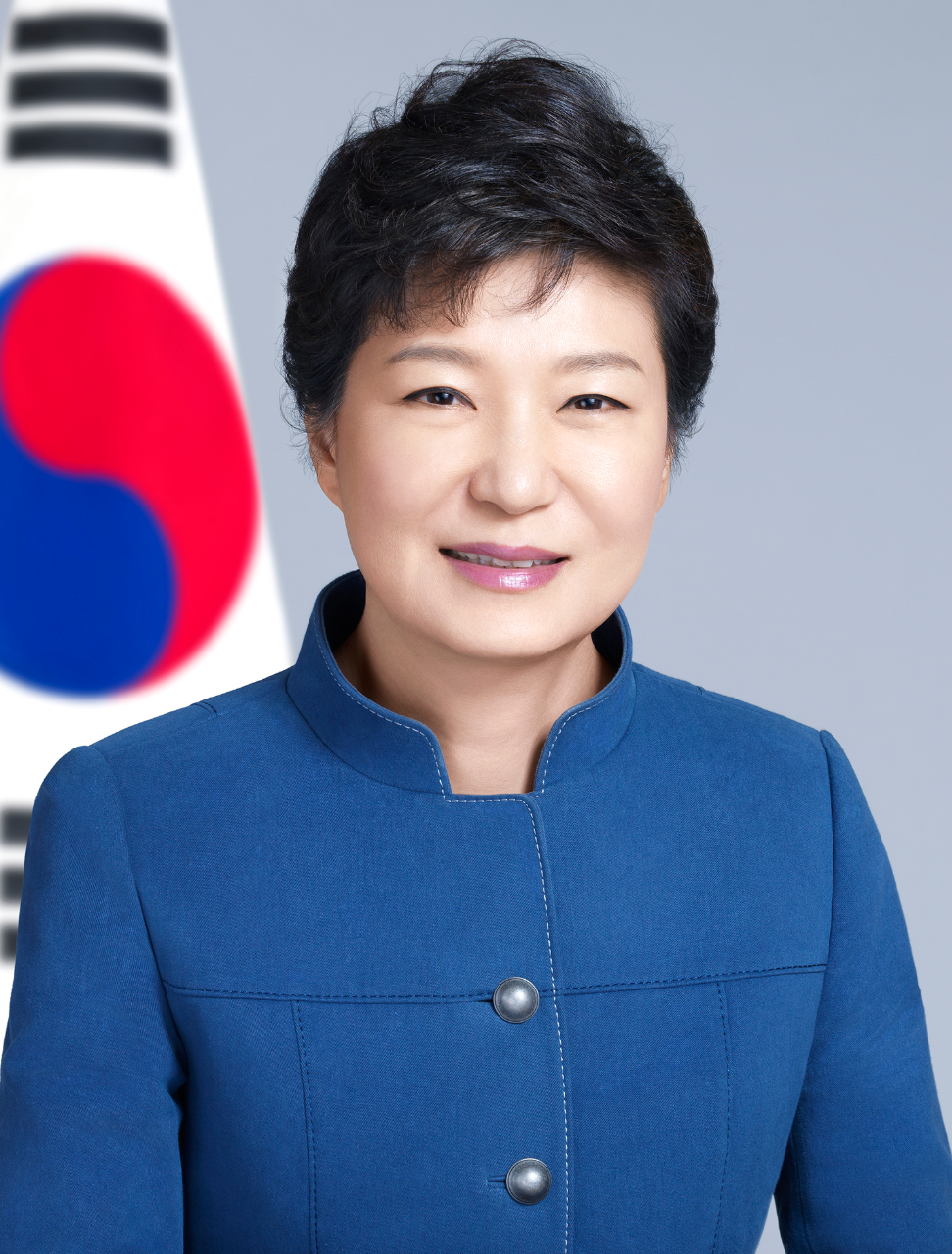
KOR Park Geun-hye, Presidente
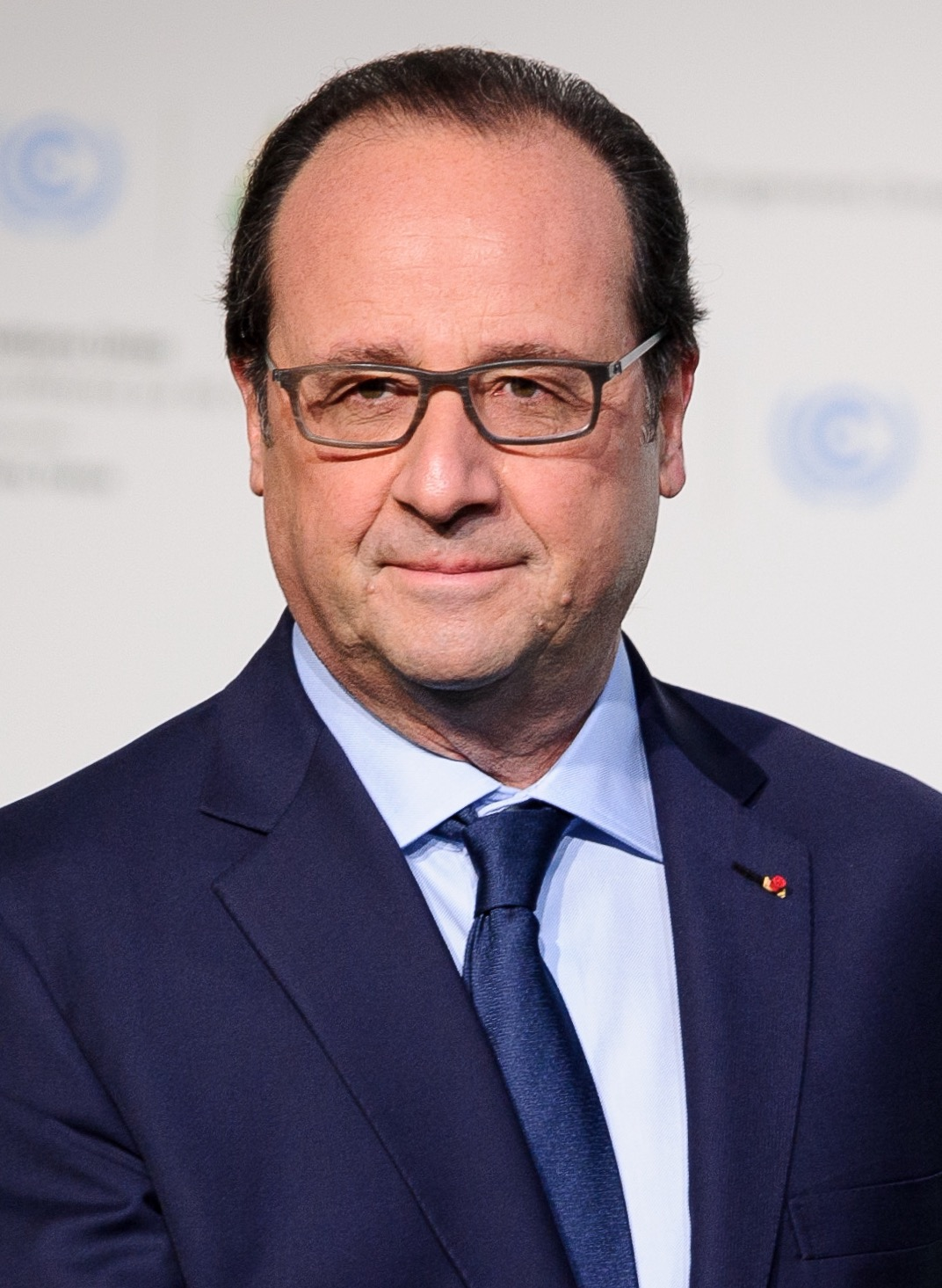
FRA François Hollande, Presidente
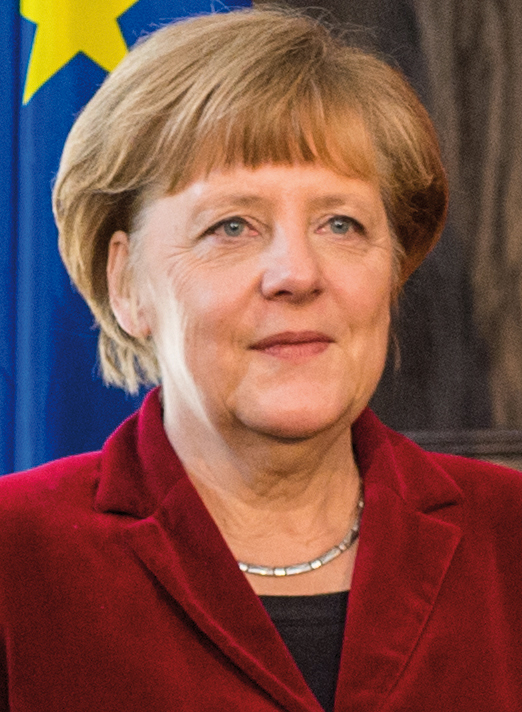
DEU Angela Merkel, Cancelliera
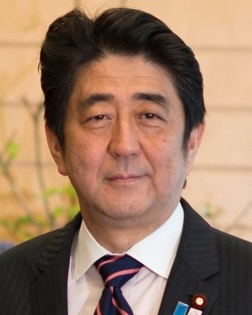
JPN Shinzō Abe, Primo ministro
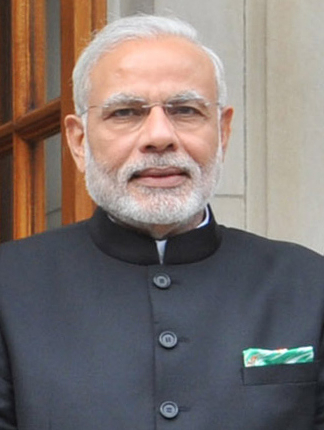
IND Narendra Modi, Primo ministro
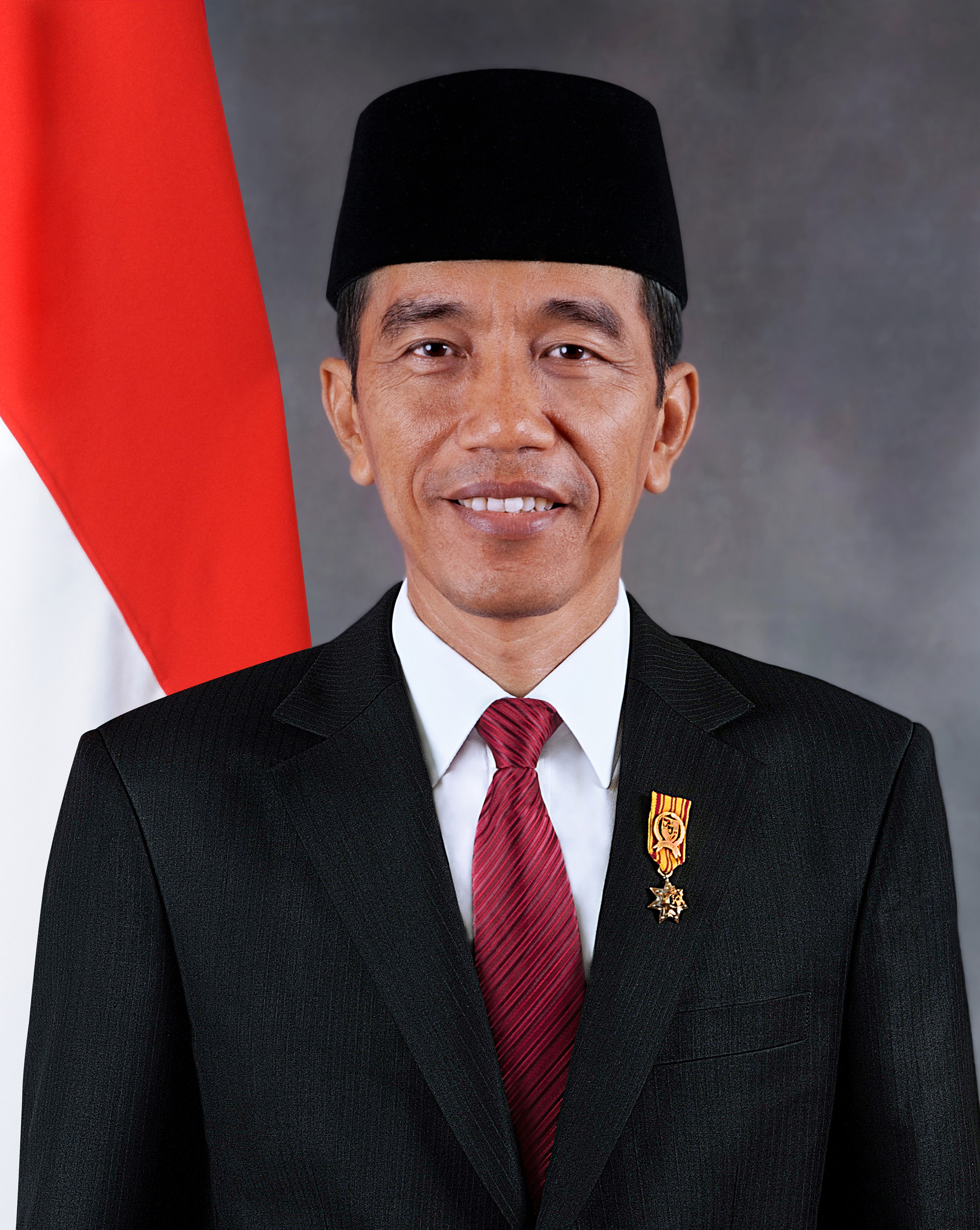
IDN Joko Widodo, Presidente
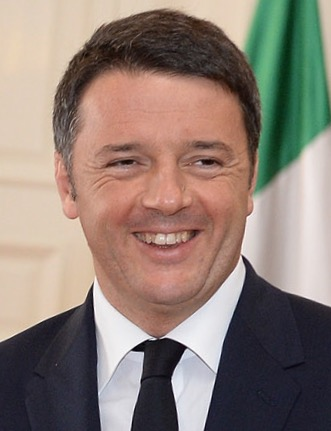
ITA Matteo Renzi, Presidente del Consiglio
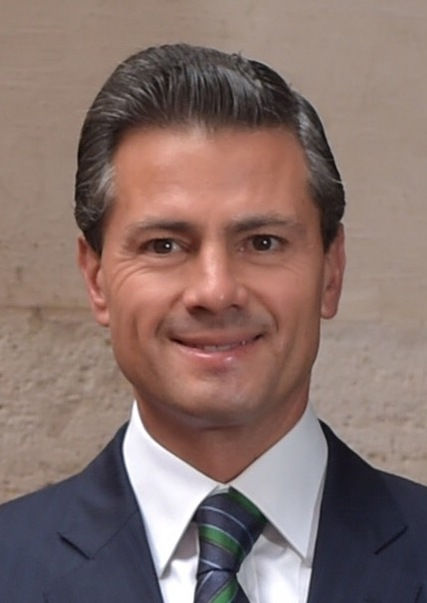
MEX Enrique Peña Nieto, Presidente
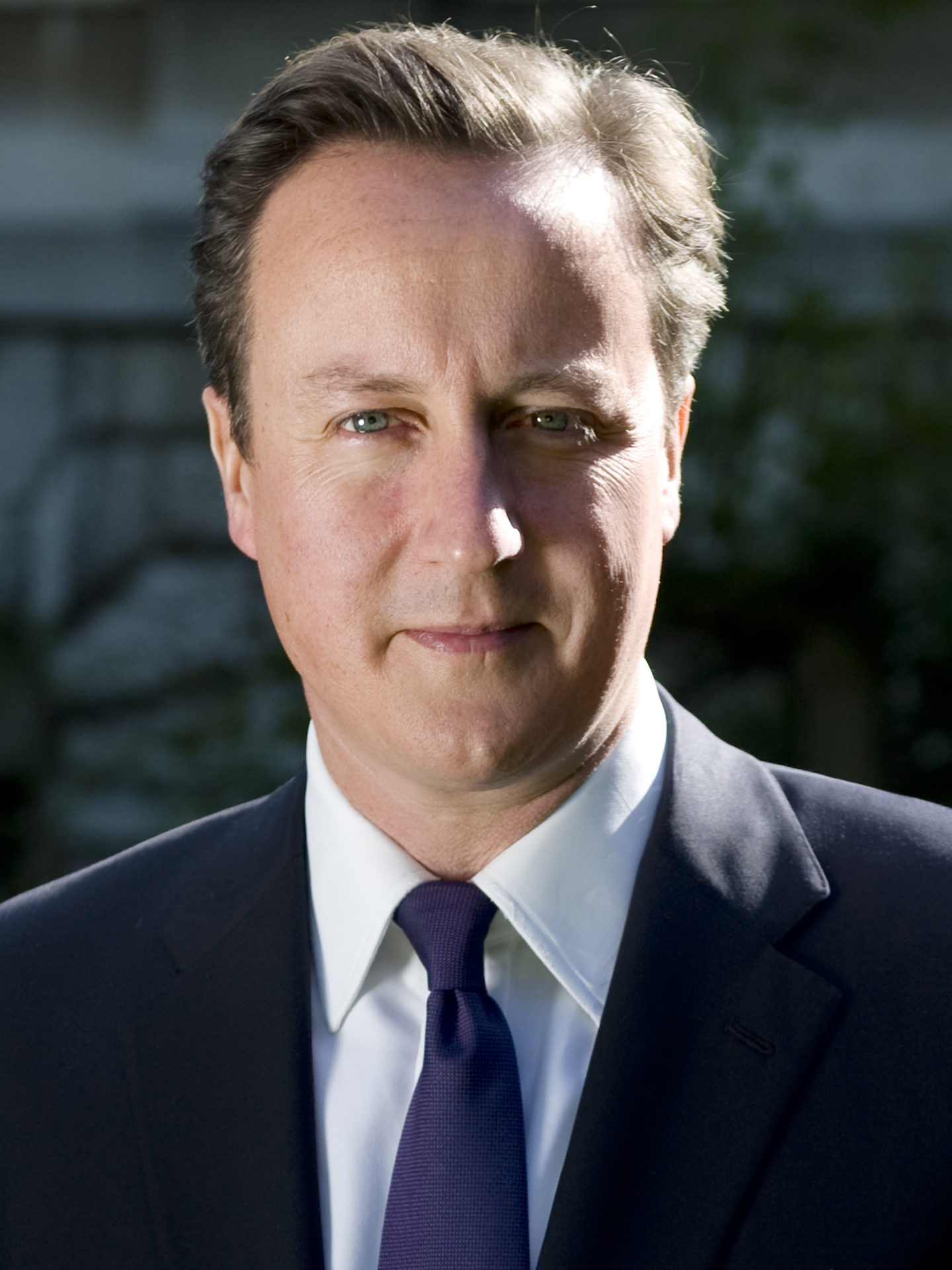
GBR David Cameron, Primo ministro
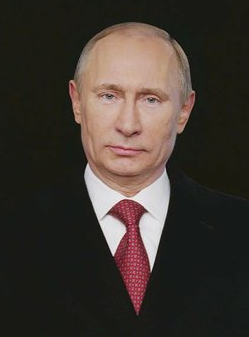
RUS Vladimir Putin, Presidente
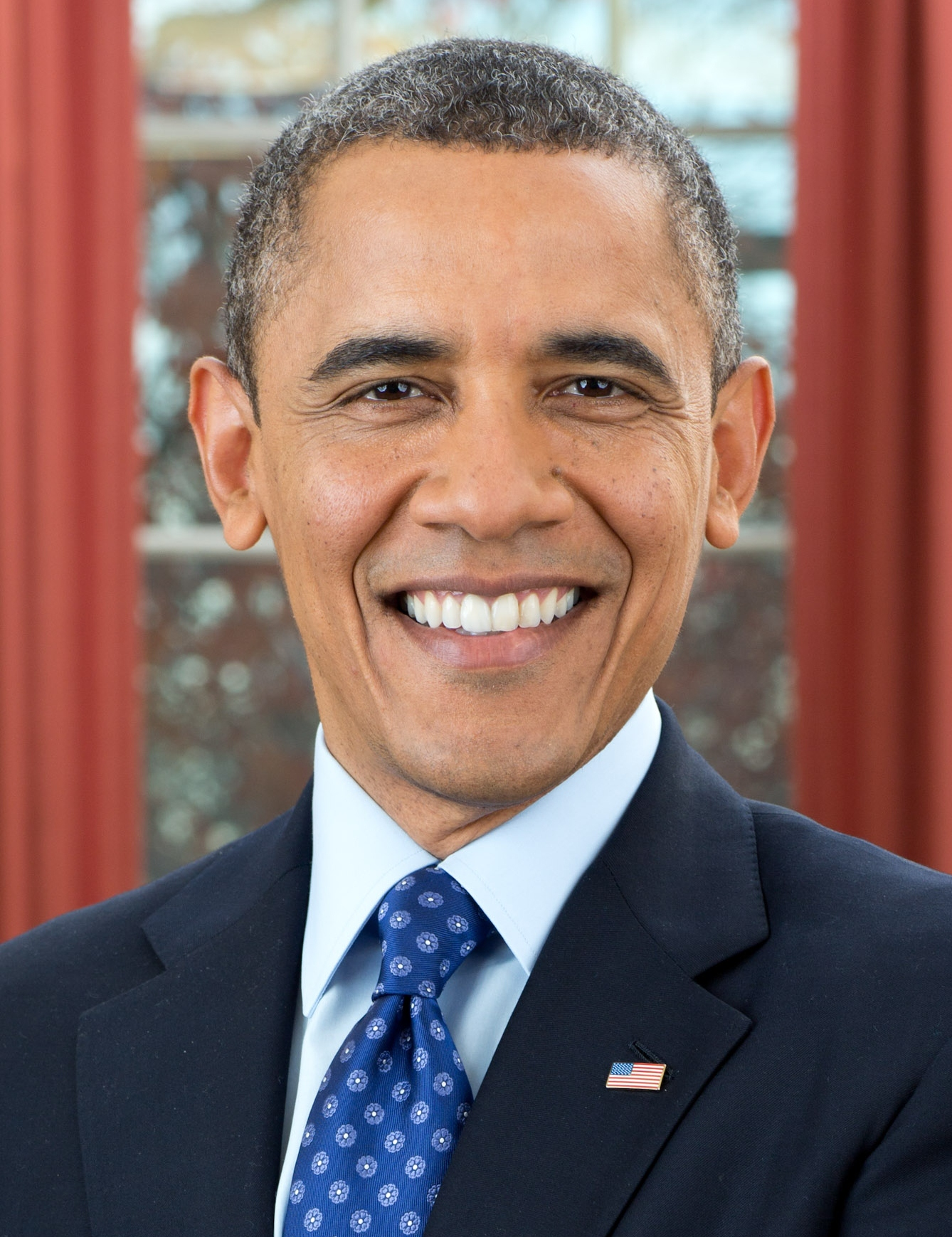
USA Barack Obama, Presidente
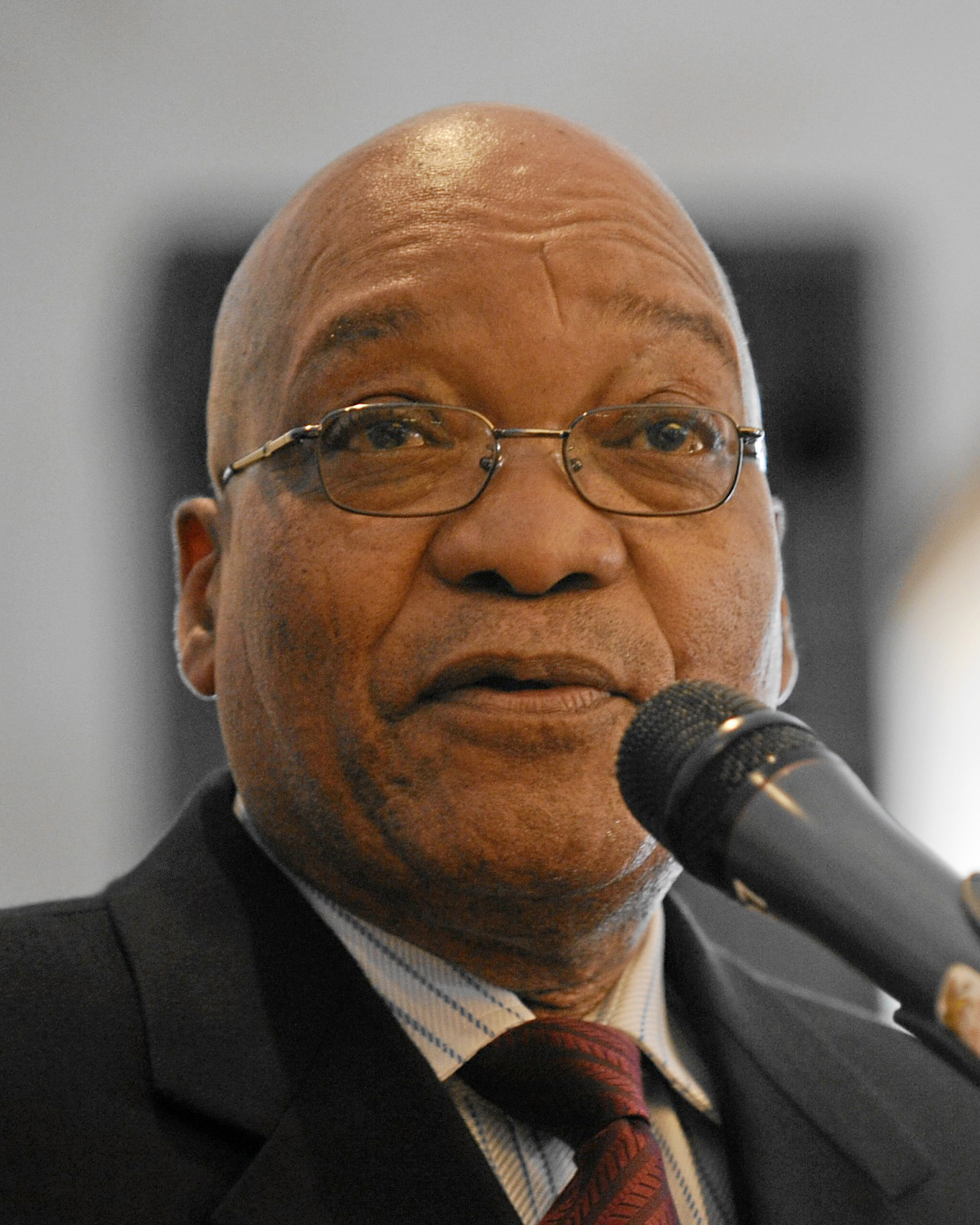
ZAF Jacob Zuma, Presidente
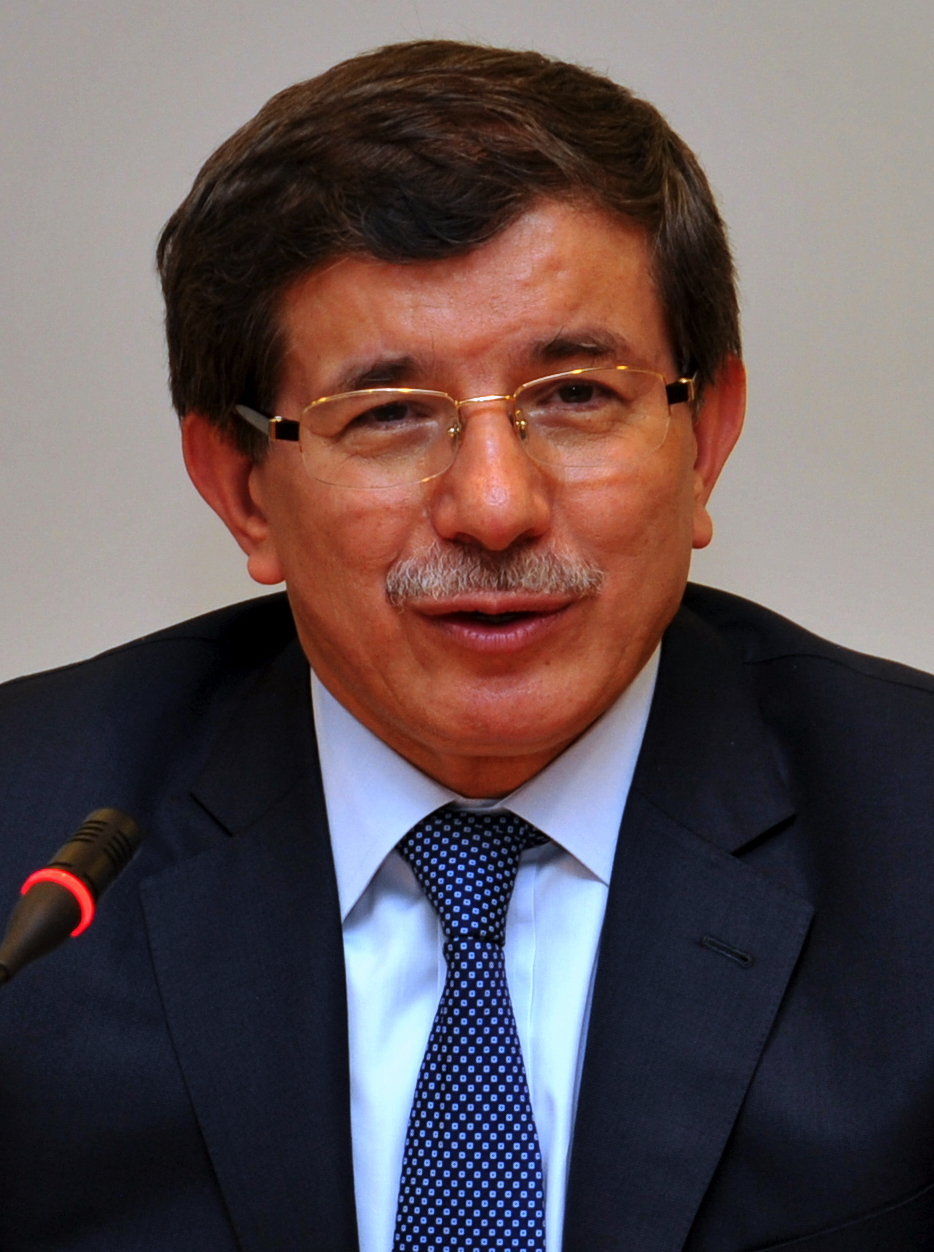
TUR Ahmet Davutoğlu, Primo ministro
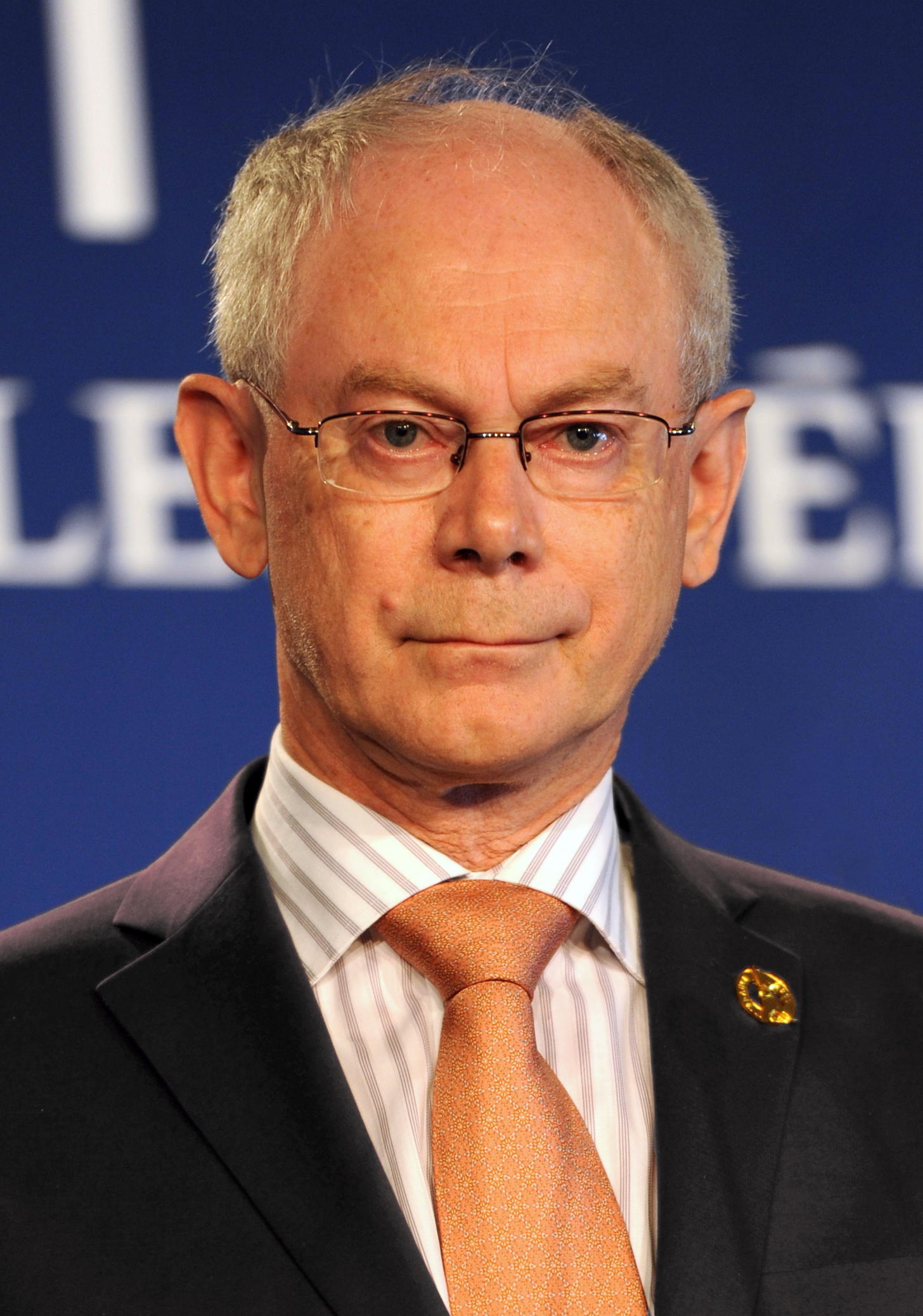
' Herman Van Rompuy, Presidente del Consiglio europeo
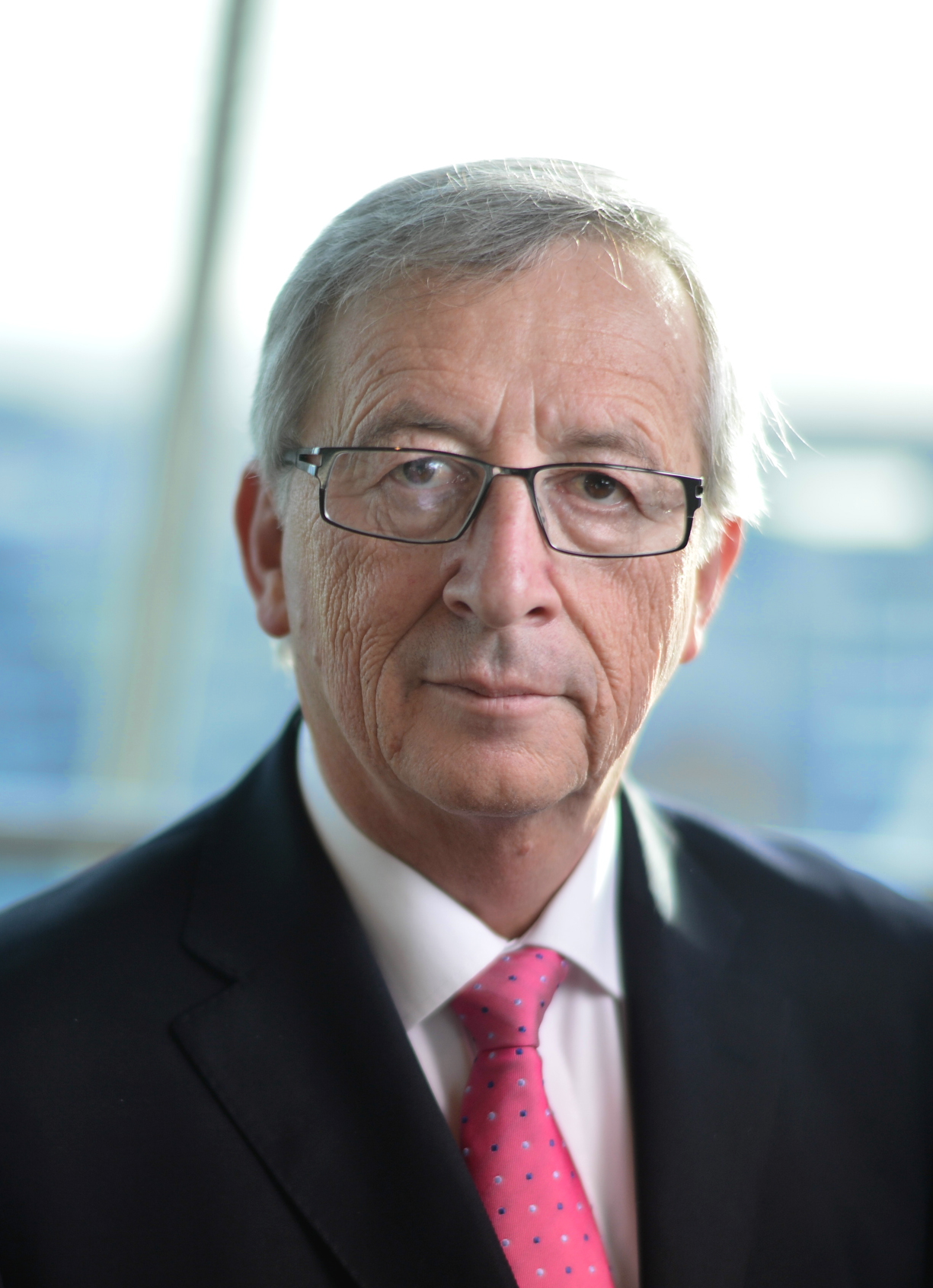
' Jean-Claude Juncker, Presidente della Commissione

- Australia
Tony Abbott,
 Primo ministro
- Arabia Saudita
Salman,
 Principe della Corona
- Argentina
Axel Kicillof,
 Ministro dell'economia[16]
- Brasile
Dilma Rousseff,
 Presidente
- Canada
Stephen Harper,
 Primo ministro
- Cina
Xi Jinping,
 Presidente
- Corea del Sud
Park Geun-hye,
 Presidente
- Francia
François Hollande, Presidente
- Germania
Angela Merkel,
 Cancelliera
- Giappone
Shinzō Abe,
 Primo ministro
- India
Narendra Modi,
 Primo ministro
- Indonesia
Joko Widodo,
 Presidente
- Italia
Matteo Renzi,
 Presidente del Consiglio
- Messico
Enrique Peña Nieto,
 Presidente
- Regno Unito
David Cameron,
 Primo ministro
- Russia
Vladimir Putin,
 Presidente
- Stati Uniti
Barack Obama,
 Presidente
- Sudafrica
Jacob Zuma,
 Presidente
- Turchia
Ahmet Davutoğlu,
 Primo ministro
- Unione europea
Herman Van Rompuy,
 Presidente del Consiglio europeo
- Unione europea
Jean-Claude Juncker,
 Presidente della Commissione

### Leader invitati

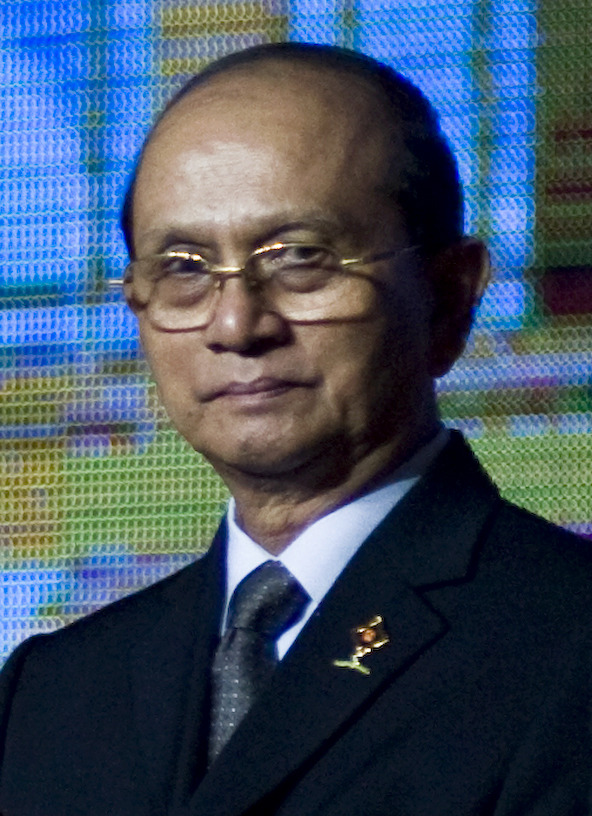
MMR Thein Sein, Presidente
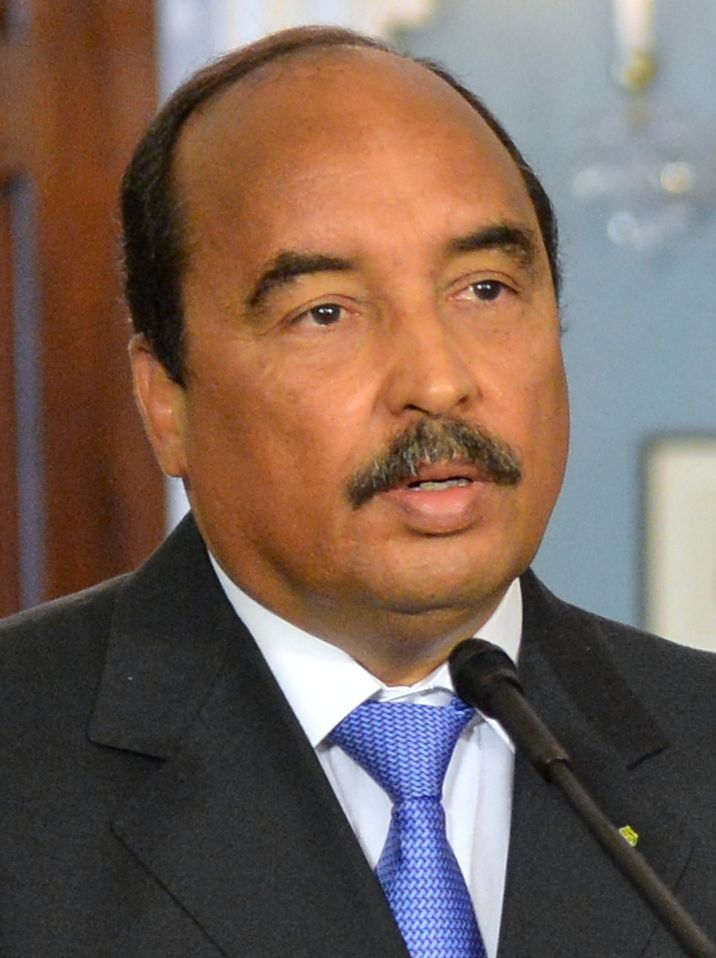
MRT Mohamed Ould Abdel Aziz, Presidente
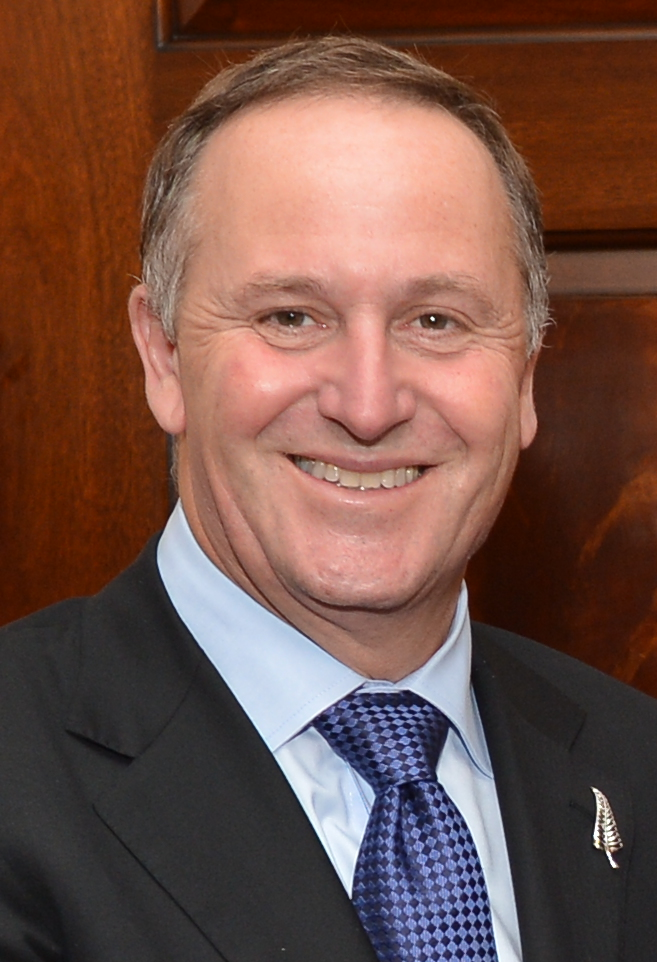
NZL John Key, Primo ministro
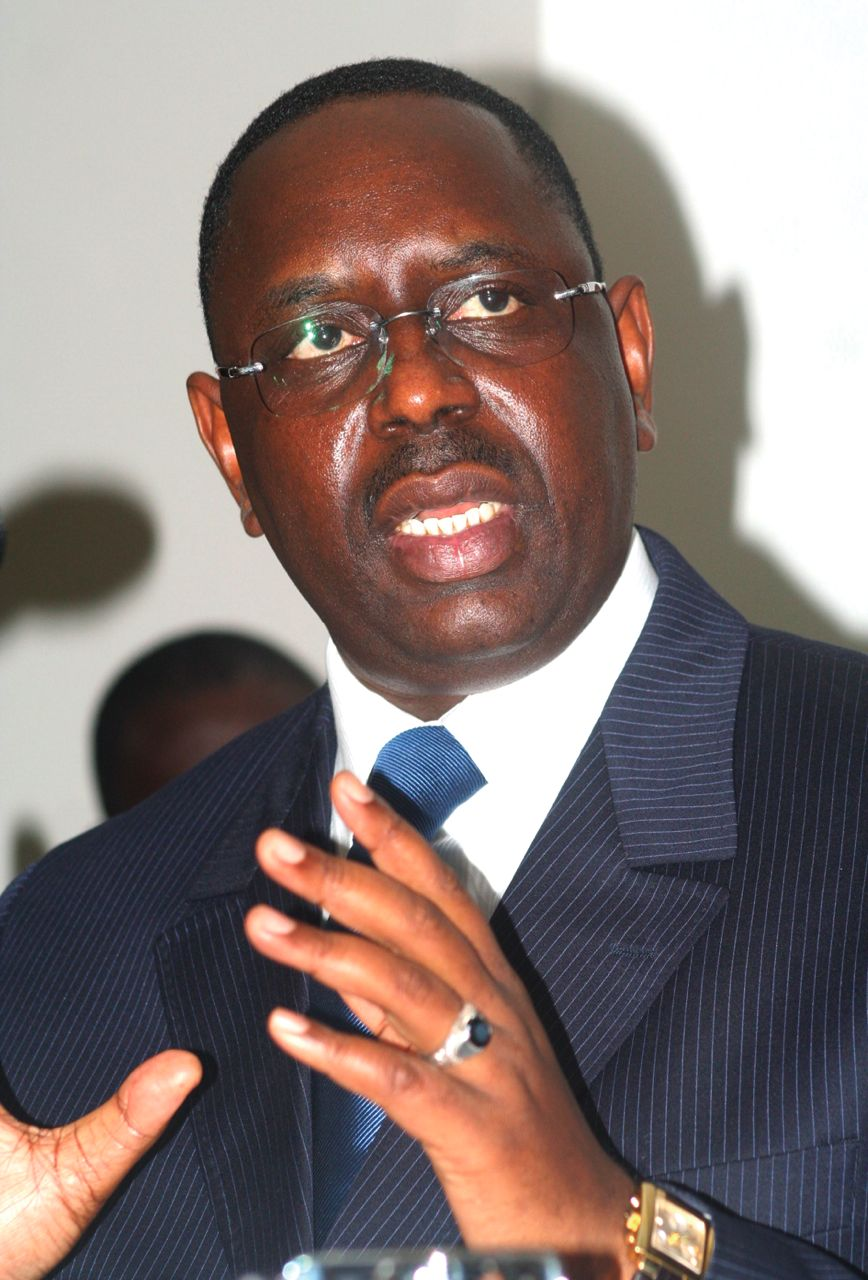
SEN Macky Sall, Presidente
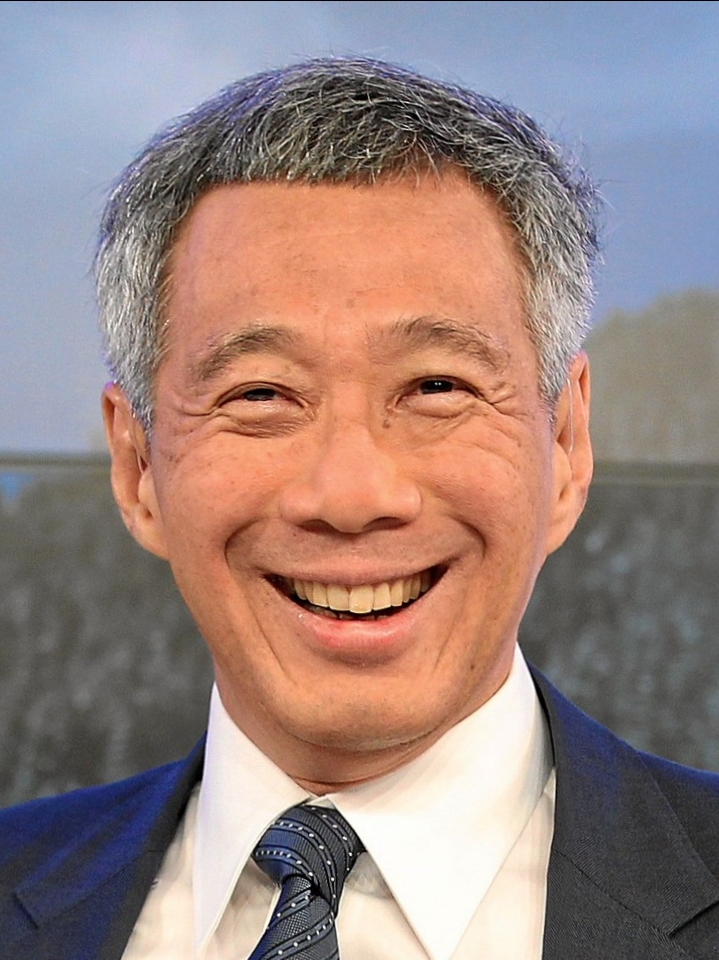
SGP Lee Hsien Loong, Primo ministro
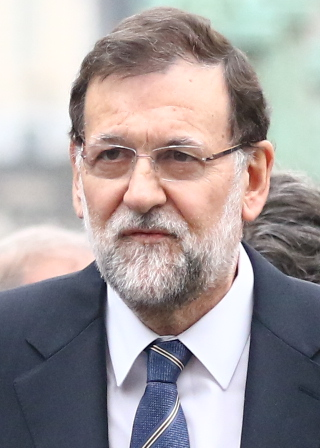
ESP Mariano Rajoy, Presidente del Governo, Ospite permanente

- Birmania
Thein Sein, 
Presidente[17]
- Mauritania
Mohamed Ould Abdel Aziz, 
Presidente[18]
- Nuova Zelanda
John Key, 
Primo ministro
- Senegal
Macky Sall,
 Presidente[19]
- Singapore
Lee Hsien Loong,
 Primo ministro
- Spagna
Mariano Rajoy,
 Presidente del Governo, Ospite permanente